# 布盧赫塔湖
布盧赫塔湖是俄羅斯的湖泊，由伏爾加格勒州負責管轄，位於伏爾加河和埃利通湖之間，長12.4公里、寬6.7公里，面積77平方公里，處於海平面以下17米。